# 김주봉 (축구 선수)
김주봉(한국 한자: 金胄奉, 1986년 4월 7일~ )은 대한민국의 축구 선수로, 주 포지션은 미드필더이다.

## 선수 경력
김주봉은 2008년 11월 18일에 우선지명 선수 16명 중의 하나로 지명되어 강원 FC에 입단하였다.
김주봉의 프로 첫 경기는 2009년 4월 8일에 펼쳐진 대구 FC와의 리그컵 경기였는데 교체 출장으로 프로 첫 경기를 치렀다. 2010년부터 내셔널리그의 대전 한국수력원자력 축구단에서 활동하고 있다.

## 클럽 통계
2009년 5월 27일 기준
| 클럽     | 클럽     | 클럽     | 리그 | 리그 | 컵            | 컵            | 리그컵 | 리그컵 | 총계 | 총계 |
| 시즌     | 클럽     | 리그     | 출장 | 득점 | 출장          | 득점          | 출장   | 득점   | 출장 | 득점 |
| 대한민국 | 대한민국 | 대한민국 | 리그 | 리그 | 대한민국 FA컵 | 대한민국 FA컵 | 리그컵 | 리그컵 | 합계 | 합계 |
| -------- | -------- | -------- | ---- | ---- | ------------- | ------------- | ------ | ------ | ---- | ---- |
| 2009     | 강원 FC  | K-리그   | 0    | 0    | 1             | 0             | 3      | 0      | 4    | 0    |
| 총 계    | 총 계    | 총 계    | 0    | 0    | 1             | 0             | 3      | 0      | 4    | 0    |

## 수상

### 팀
숭실대학교 축구부
- 전국대학축구선수권대회 우승 2회 (2005, 2006)
- 전국체육대회 대학부 우승 1회 (2007)
- 전국춘계대학축구연맹전 준우승 1회 (2006)
- 전국추계대학축구연맹전 우승 3회 (2005, 2007, 2008)

### 개인
- 전국춘계대학축구연맹전 우수선수상 1회 (2006)
- 전국춘계대학축구연맹전 도움상 1회 (2006)
- 전국대학축구선수권대회 득점상 1회 (2006)
- 전국추계대학축구연맹전 최우수선수상 1회 (2008)